# Amancio Muñoz Zafra
Juan Amancio Muñoz de Zafra (Cehegín, Murcia, 8 de diciembre de 1894 - Queralbs, Gerona, 4 de octubre de 1938) fue un sastre, abogado y político socialista español.

## Biografía
Muñóz era hijo de un sargento de la Guardia Civil destinado en El Estrecho de San Ginés. 
Sastre de profesión, se licenció en Derecho en la Universidad de Murcia. Iniciado en la masonería en 1917, perteneció a la logia Aurora de Cartagena con el apodo de Zenón. Abrió un despacho de abogado en Valencia en 1929. 
Fue elegido concejal de Cartagena en 1931 y segundo teniente de alcalde. Posteriormente fue alcalde de Cartagena desde agosto de 1931 a enero de 1932. En este tiempo, también fue candidato del PSOE por Murcia-Cartagena en las elecciones generales de 1931 y por la provincia de Murcia en las elecciones de 1933 sin resultar elegido. Perteneció al sector de la izquierda del PSOE, ejerciendo de abogado defensor de numerosos procesos seguidos contra participantes en la revolución de octubre en Madrid.
En las elecciones generales de febrero de 1936 fue elegido diputado socialista por Murcia, en las listas del Frente Popular.Fue miembro de la Diputación Permanente de las Cortes republicanas. Casado con la también diputada socialista Julia Álvarez Resano (asesora jurídica de la Federación Nacional de Trabajadores de la Tierra). Fue el primer matrimonio entre miembros del Congreso de los Diputados. Formó parte de la comisión parlamentaria que se formó para informar sobre los Sucesos de Yeste de mayo de 1936. 
Tras el golpe de Estado,  estuvo al frente de las milicias de Cartagena que tomaron Albacete el 20 de julio de 1936.También fue comisario del Ejército del Sur y ya muy enfermo, delegado del Gobierno en la Trasatlántica. Falleció por enfermedad en el sanatorio antituberculoso de Nuria (Gerona) el 4 de octubre de 1938 y fue enterrado en Ribas de Fresser, en la misma provincia.